# Pentastemona egregia
Pentastemona egregia är en enhjärtbladig växtart som först beskrevs av Heinrich Wilhelm Schott, och fick sitt nu gällande namn av Cornelis Gijsbert Gerrit Jan van Steenis. Pentastemona egregia ingår i släktet Pentastemona och familjen Stemonaceae. Inga underarter finns listade.